# Szahr-e Ghumes
Szahr-e Ghumes pers. شهرقومس – stanowisko archeologiczne w Iranie, w ostanie Semnan, zazwyczaj identyfikowane ze starożytnym Hekatompylos.
Stanowisko Szahr-e Ghumes rozciąga się w kierunku od północnego zachodu do południowego wschodu na długość około 4,8 km i maksymalną szerokość 2,1 km. Można na jego terenie wyróżnić cztery rejony: A, który zawiera wiele elementów z epoki żelaza i okresu achemenidzkiego, podobnie zresztą jak części rejonu B, zawierającego poza tym przedmioty pochodzenia hellenistycznego, ale przede wszystkim partyjskiego; C - położony na północnym skraju stanowiska i zawierający ceramikę z okresu sasanidzkiego oraz D, rozciągający się na północnym zachodzie stanowiska i zawierający przede wszystkim ceramikę z okresu od XI do XIII wieku. Stąd można wysnuć wniosek, że pierwsi osadnicy przybyli na to miejsce prawdopodobnie na początku I tysiąclecia p.n.e., a ostatni mieszkańcy zginęli podczas najazdu Mongołów. Jednak nie było ono stale zamieszkiwane i prawdopodobnie z powodu tego, iż główne źródło zaopatrzenia w wodę pochodziło z północy lub północnego zachodu, można zaobserwować stopniowe przemieszczanie się osadnictwa w tych kierunkach.
Istnieje szereg argumentów przemawiających za identyfikacją Szahr-e Ghumes z antycznym Hekatompylos. Przede wszystkim znajduje się w nim szereg struktur i przedmiotów z okresu partyjskiego. Większość jego obszaru jest datowana na okres pomiędzy III a I w. p.n.e. i jest ono "jak dotąd największym znanym stanowiskiem w Iranie z tego specyficznego okresu, oczywiście stanowiącym pozostałości ważnego i bardzo rozległego miasta". W późniejszym okresie miasto zostało w większości opuszczone, co jest zgodne z przekazami antycznymi, które od I w. p.n.e. jako stolicę Partów wskazują Ktezyfon. Generalnie Szahr-e Ghumes nie ma charakteru tepe - w wielu miejscach grubość warstwy archeologicznego depozytu nie przekracza 1m. Także umiejscowienie stanowiska odpowiada położeniu Hekatompylos, jakie wskazują Strabon i Pliniusz Starszy. Wiemy, że w okresie sasanidzkim głównym miastem prowincji Ghumes (przez Greków nazywanej Komisene) było Szahrestan-i Qomesz, co należy uznać za wczesną formę obecnej nazwy Szahr-e Ghumes. Zaś według sasanidzkiej geografii Szahrestaniha-i Eran niegdyś znajdowała się tam rezydencja Partów.
Według Appiana Hekatompylos założył Seleukos I (312/311 - 281 p.n.e.), jednak wydaje się, że w rzeczywistości tylko nadał on grecką nazwę już wcześniej istniejącemu perskiemu miastu, które pojawia się w źródłach w kontekście pościgu Aleksandra Macedońskiego (336 - 323 p.n.e.) za Dariuszem III (336 - 330 p.n.e.) w lecie 330 p.n.e. Grecka nazwa Hekatompylos (koine Ἑκατόμπυλο) oznacza "miasto o stu bramach". W rzeczywistości miasto miało bez wątpienia mniej bram i jego nazwę należy uznać za określenie wskazujące na to, że miało ich wyjątkowo dużo. Wraz z podbojem satrapii Partii przez Parnów ok. 238 p.n.e. Hekatompylos znalazło się pod ich panowaniem. Kiedy Antioch III Wielki (222 - 187 p.n.e.) zaatakował Partów w roku 209 p.n.e., miasto poddało się mu bez walki. Po zawarciu przez niego pokoju z Partami według wszelkiego prawdopodobieństwa powróciło jednak pod ich władzę. To najprawdopodobniej po tych wydarzeniach, gdzieś w ostatnich latach III w. p.n.e., Hekatompylos stało się królewską rezydencją Partów. Najstarsza wzmianka o takim statusie miasta znajduje się u Strabona, który cytuje Apollodorosa z Artemity, żyjącego w Królestwie Partów na przełomie II i I w. p.n.e. Hekatompylos przestało być królewską rezydencją gdzieś na przełomie II i I w. p.n.e., po tym jak Partowie podbili Mezopotamię. Strabon pisze że w jego czasach (koniec I w. p.n.e.) zimową rezydencją Partów był Ktezyfon, a letnią Ekbatana. Gdzieś wtedy większość rejonu A w Szahr-e Ghumes została opuszczona. Według piszącego pod koniec I w. p.n.e. Izydora z Charaksu w eparchii Komisene (w której leżało Hekatompylos) w jego czasach było osiem wsi, ale żadnego miasta.
Według przywołanego już powyżej Szahrestaniha-i Eran "stolica prowincji Qomes [Qomesz] [Szahrestan-i Qomes, można też przekładać jako "królewskie miasto Qomes"], o Pięciu Wieżach, została zbudowana przez Ażi Dahaka. Znajdowała się tam rezydencja Partów. Podczas panowania Jazdgirda [I] (399 - 421), syna Szapura [III] (383 - 388), została ona uczyniona warownią regionu, broniącą go przed grabiącymi Czolami". Odwołanie się do legendarnego Ażi Dahaka jako założyciela miasta świadczy o tym, że Sasanidzi zdawali sobie sprawę z jego starożytności. Wzmianka o uczynieniu z Ghumesu warowni sugeruje jego ponowne założenie. Pomimo panowania greckiego nazwy miejscowe okresu achemenidzkiego zazwyczaj przetrwały do czasów Sasanidów. Zakładając, że tak stało się także w przypadku Ghumesu, staroperską formę jego nazwy możemy zrekonstruować jako "*Qomisza". Najprawdopodobniej eparchia Komisene otrzymała swoją nazwę właśnie od achemenidzkiego *Qomisza, co było bardzo częstą praktyką w okresie hellenistycznym. Możliwy źródłosłów tej nazwy to staroperski rdzeń "qā", "qau" - "pustość", "czynić pustym", stąd "*Qomisza" oznaczałaby "otwarte, odkryte miejsce". 
Sasanidzki "Qomesz" bronił regionu przed Heftalitami i Turkami. Za panowania Hormizda IV (579 - 590) Ghumes stał się siedzibą partyjskiego rodu Mihran, do którego należał zabity przez niego spahbed Pahlaw. Za syna Hormizda, Chosrowa II (590 - 628), miasto było siedzibą spahbeda Chorasanu, Karena z Nahawandu. Znajdowała się też w nim bardzo czczona świątynia ognia. Być może jednak za panowania Sasanidów Ghumes był niczym więcej niż frontową warownią, ponieważ nie znaleziono w nim żadnych monet. Pod koniec panowania Sasanidów Ghumes utracił status stolicy regionu na rzecz Damghanu. Arabowie zajęli całą prowincję w roku 643. Miasto ucierpiało w wyniku trzęsienia ziemi w roku 856, dane archeologiczne wskazują jednak na to, że było nadal zamieszkane. Obecność ceramiki z okresu seldżuckiego sugeruje, że zostało ono zniszczone dopiero w trakcie najazdu mongolskiego. Także lokalna tradycja przypisuje zniszczenie miasta Mongołom i wiemy, że w roku 1220 prowincję Ghumes zaatakował wódz Czyngis-chana (1206 - 1227) Sübeetej.